# Cesano Maderno
Cesano Maderno és un municipi italià, situat a la regió de la Llombardia i a la província de Monza i Brianza. L'any 2006 tenia 35.312 habitants.